# Hostmask
Un hostmask sur IRC représente l'adresse assignée à un client par le serveur IRC,. Les services IRC ainsi que les robots fournis par le serveur utilisent cette adresse pour identifier le client.
Le hostmask ne doit pas être confondu avec une adresse électronique, malgré la ressemblance. Il s'agit de la combinaison d'un nick (le pseudonyme), d'un ident, et d'un nom de domaine. Si aucun ident n'est fourni par le client, alors son username, préfixé d'un tilde (~) est utilisé. Si l'adresse IP ne peut être résolue, alors elle est utilisée à la place du nom de domaine.
Pour des raisons de sécurité, certains robots IRC identifient leurs utilisateurs depuis leur hostmask, afin d'empêcher des utilisateurs non autorisés d'accéder à l'authentification (dans le but de deviner le mot de passe par exemple).
Un opérateur de salon peut placer un ban sur un hostmask, ou une partie de celui-ci, empêchant ainsi les utilisateurs dont le hostmask correspond d'entrer sur le salon.

## Exemples
Note : les exemples ci-dessous sont fictifs.
Format de hostmask avec identpseudo!ident@hostname.domaine
Format de hostmask sans identpseudo!~username@hostname.domaine
Exemple utilisant un nom d'hôtealice!choupette@foo75-1-23-45-67-89.fbx.proxad.net
Exemple utilisant une IP non résoluebob!eponge@192.0.34.166
Certains réseaux IRC utilisent le mode +x, qui permet de chiffrer leur adresse IP ou leur nom de domaine, afin d'assurer leur confidentialité et leur sécurité.
Exemple avec nom de domaine masquéalice!choupette@CeResau-I23A5.fbx.proxad.net
Exemples avec une adresse IP masquéebob!eponge@192.0.34.* ou bob!eponge@AB12CD34.56EF78AB.90CD12EF.IP